# 善变
《善变》（The Bends）是英国另类摇滚乐团电台司令发行的第二张正式录音室专辑。此专辑的制作由John Leckie负责，并由Nigel Godrich负责专辑后期混音的工作，而后者也成为了电台司令自《OK Computer》以来所有专辑的制作人。这张专辑标志着乐团开始转换曲风，在每首单曲中都加入了更多的合成器元素，同时也加入了大量听起来相对粗糙的吉他段落，也与平时乐团惯用的精细吉他段落形成了非常好的平衡。而自这张专辑以来，乐团也形成了自己独有的美学体系，在摇滚乐界中开始独树一帜。在《Pablo Honey》中略带自省，同时也受到垃圾摇滚（Grunge）影响的曲风在这张专辑中变得更加多层次化，歌词也变得更加具有神秘感。而这张专辑也是乐团成员们对几近不变的巡回演出不满的真实写照。
在《My Iron Lung》被作为EP的形式发行后不久，《High and Dry/Planet Telex》就被分别当做A / B面单曲进行发售，而这是整张专辑首支被用作打榜的单曲。《Fake Plastic Trees》在之后也作为专辑中的第二支单曲进行商业上的打榜，而这支单曲也在后来被公认为是乐团最好的单曲之一。在此之后乐团发行了《Just》作为第三支商业上的打榜单曲。《Street Spirit (Fade Out)》作为本专辑最后一支商业用途单曲，首次使他们登上了英国榜单前五名的佳绩，同时这也是专辑中的最后一首歌曲。
本张专辑比起电台司令的上一张专辑《Pablo Honey》相比获得了更佳热情的评论回响，同时也登上了英国榜单的第四名。但在英国之外的国家他们却没能再续《Creep》在商业发行上的辉煌，尤其在美国，专辑仅仅排在了公告牌专辑榜的第88位。尽管《The Bends》并没有像后来他们发行的专辑那样让他们一夜成名，但这张专辑还是在英国、加拿大、美国等地获得了白金销量。自发行之后，本专辑就一直频繁出现在听众票选最佳当代摇滚专辑的民意调查之中，甚至是排行前列。